# XTR (оборудование)
XTR — ведущая группа велосипедного оборудования (для горных велосипедов), выпускаемого компанией Shimano. Предназначена для профессиональных гонок, как правило, применяется на кросс-кантрийных велосипедах. (Ведущей группой для велосипедов, предназначенных для экстремальных дисциплин, у Shimano является группа Saint.) Выпускается с середины 1990-х годов.
До 1999 года имела 8 звёздочек в кассете (на заднем колесе) — всего 24 передачи (3 х 8). В 1999 кассета стала 9 скоростной (3 х 9). C 2011 года группа XTR становится 10-скоростной. Для кросс-кантрийных велосипедов выпускается группа поддерживающая 20 скоростей (2 x 10), а для трейловых велосипедов — 30 скоростей (3 x 10). В 2015 году появилась 11-скоростная кассета и, таким образом, варианты трансмиссии 1х11, 2х11 и 3х11 (группа XTR M9000), также появился вариант с электронным приводом переключения.
Отличается очень высокой надежностью, прочностью и малым весом. Обычно каждый год эта группа оборудования приносит новшества в велосипедные детали. Как правило затем эти нововведения наследуются группами нижних уровней.
В группу входят дисковые тормоза, манетки, тормозные диски